# Aulnois-sur-Seille
Aulnois-sur-Seille település Franciaországban, Moselle megyében. Lakosainak száma 308 fő (2022. január 1.). Aulnois-sur-Seille Chenicourt, Létricourt, Ajoncourt, Craincourt, Fossieux, Lemoncourt és Malaucourt-sur-Seille községekkel határos.

## Népesség
A település népességének változása:
| Lakosok száma | 235  | 205  | 214  | 256  | 243  | 274  | 278  | 278  | 289  | 308  |
|               | 1968 | 1982 | 1990 | 2006 | 2013 | 2015 | 2017 | 2019 | 2020 | 2022 |